# Heuglin-gazella
A Heuglin-gazella (Eudorcas tilonura) az emlősök (Mammalia) osztályának párosujjú patások (Artiodactyla) rendjébe, ezen belül a tülkösszarvúak (Bovidae) családjába és az antilopformák (Antilopinae) alcsaládjába tartozó faj.
Régebben a vöröshomlokú gazella (Eudorcas rufifrons) alfajának tekintették, Gazella rufifrons tilonura név alatt.

## Előfordulása
A Heuglin-gazella előfordulási területe Szudán, Eritrea és Etiópia. Ezekben az országokban a szárazabb füves pusztákat és a szúrós bozótosokat részesíti előnyben. Akár 1400 méteres tengerszint feletti magasságig is felhatol.
Az Természetvédelmi Világszövetség (IUCN) szerint 2016-ban márcsak 2500-3500 példány létezett ebből a fajból. Az erdőírtás, mezőgazdaság, szárazság és orvvadászat a legfőbb veszélyeztető tényezők számára.

## Megjelenése
A fej-testhossza 55-120 centiméter, marmagassága majdnem 67 centiméter, farokhossza 15-27 centiméter és testtömege a hímnél 20-35 kilogramm és a nősténynél 15-25 kilogramm. A hím szarvhossza 22-35 centiméter, míg a nőstényé 15-25 centiméter; a szarvtő közti távolság 11,9-17,3 centiméter, míg a szarvhegy közti 4,1-9,4 centiméter. A háti része sötét vörösesbarna, a hasi része világosabb - a kettőt még sötétebb barna sáv választja el; a tükre fehér. A pofa közepén sötét sáv húzódik; a szemek körül fehér foltok láthatók.

## Életmódja
A Heuglin-gazella kis, két és négyfős csaportokban él. Egyaránt fogyaszt perjeféléket és lomblevelet is. Főleg a hiénák és sakálok vadásznak rája.

## Szaporodása
A vemhesség 184-189 napig tart, ennek végén egy utód jön világra; általában az esős évszak idején.

## Fordítás
- Ez a szócikk részben vagy egészben  a   Heuglin's gazelle című angol Wikipédia-szócikk ezen változatának fordításán alapul.  Az eredeti cikk szerkesztőit annak laptörténete sorolja fel. Ez a jelzés csupán a megfogalmazás eredetét és a szerzői jogokat jelzi, nem szolgál a cikkben szereplő információk forrásmegjelöléseként.